# کازوو سایتو
کازوو سایتو (به انگلیسی: Kazuo Saito) بازیکن فوتبال اهل ژاپن و عضو تیم ملی فوتبال ژاپن است که در تاریخ ۲۸ ژانویه ۱۹۷۶ میلادی اولین بازی ملی‌اش را انجام داد. او در ۳۲ بازی ملی حضور داشت و آخرین بازی ملی خود را در تاریخ ۲۶ آوریل ۱۹۸۴ میلادی انجام داد. کازوو سایتو در بازی‌های ملی‌اش
گلی به ثمر نرساند.